# Kyle Kuric
Kyle Matthew Kuric (Evansville, 25 agosto 1989) è un cestista statunitense naturalizzato slovacco.

## Statistiche

### College
| Anno      | Squadra              | PG  | PT | MP   | TC%  | 3P%  | TL%  | RP  | AP  | PRP | SP  | PP   |
| --------- | -------------------- | --- | -- | ---- | ---- | ---- | ---- | --- | --- | --- | --- | ---- |
| 2008-2009 | Louisville Cardinals | 17  | 1  | 5,5  | 52,6 | 45,5 | 100  | 0,9 | 0,3 | 0,1 | 0,2 | 1,6  |
| 2009-2010 | Louisville Cardinals | 30  | 2  | 13,9 | 45,7 | 36,0 | 62,5 | 2,5 | 0,4 | 0,6 | 0,0 | 4,0  |
| 2010-2011 | Louisville Cardinals | 33  | 19 | 28,1 | 51,4 | 44,9 | 75,8 | 3,9 | 1,2 | 0,9 | 0,2 | 10,8 |
| 2011-2012 | Louisville Cardinals | 38  | 36 | 36,0 | 42,2 | 32,9 | 79,1 | 4,2 | 1,2 | 1,2 | 0,5 | 12,6 |
| Carriera  | Carriera             | 118 | 58 | 23,8 | 46,0 | 37,7 | 76,0 | 3,2 | 0,9 | 0,8 | 0,3 | 8,3  |

### Eurolega
| Anno      | Squadra    | PG  | PT | MP   | TC%  | 3P%   | TL%  | RP  | AP  | PRP | SP  | PP  |
| --------- | ---------- | --- | -- | ---- | ---- | ----- | ---- | --- | --- | --- | --- | --- |
| 2018-2019 | Barcellona | 34  | 14 | 19,7 | 44,2 | 39,7  | 86,5 | 2,1 | 0,8 | 0,8 | 0,1 | 8,4 |
| 2019-2020 | Barcellona | 27  | 3  | 19,4 | 47,1 | 44,3  | 89,2 | 2,1 | 0,9 | 0,7 | 0,1 | 9,4 |
| 2020-2021 | Barcellona | 39  | 1  | 18,8 | 55,8 | 56,2* | 96,1 | 1,6 | 0,5 | 0,4 | 0,1 | 8,7 |
| 2021-2022 | Barcellona | 37  | 12 | 20,1 | 45,5 | 40,0  | 91,2 | 2,0 | 0,8 | 0,5 | 0,0 | 7,9 |
| 2022-2023 | Barcellona | 22  | 5  | 13,6 | 43,7 | 43,6  | 90,9 | 1,2 | 0,5 | 0,7 | 0,0 | 5,0 |
| Carriera  | Carriera   | 159 | 35 | 18,7 | 47,6 | 44,8  | 91,2 | 1,8 | 0,7 | 0,6 | 0,1 | 8,0 |

### Eurocup
| Anno      | Squadra              | PG | PT | MP   | TC%  | 3P%  | TL%  | RP  | AP  | PRP | SP  | PP   |
| --------- | -------------------- | -- | -- | ---- | ---- | ---- | ---- | --- | --- | --- | --- | ---- |
| 2014-2015 | Gran Canaria         | 24 | 16 | 26,8 | 50,6 | 46,2 | 85,3 | 2,5 | 1,5 | 0,9 | 0,2 | 13,8 |
| 2015-2016 | Gran Canaria         | 3  | 3  | 24,2 | 53,6 | 54,5 | 50,0 | 2,0 | 1,3 | 0,0 | 0,3 | 14,7 |
| 2016-2017 | Gran Canaria         | 16 | 4  | 23,4 | 50,7 | 50,0 | 87,8 | 3,0 | 0,8 | 0,9 | 0,1 | 15,1 |
| 2017-2018 | Zenit S. Pietroburgo | 19 | 1  | 24,7 | 45,2 | 43,3 | 87,7 | 3,5 | 1,4 | 0,5 | 0,2 | 15,3 |
| Carriera  | Carriera             | 62 | 24 | 25,2 | 49,0 | 46,8 | 86,0 | 2,9 | 1,3 | 0,7 | 0,2 | 14,6 |

## Palmarès

### Club
- Campionato spagnolo: 2

Barcellona: 2020-21, 2022-23
- Copa del Rey: 3

Barcellona: 2019, 2021, 2022
- Liga catalana: 2

Barcellona: 2019, 2022
- Supercoppa spagnola: 1

Gran Canaria: 2016
- Supercoppa VTB United League: 1

Zenit San Pietroburgo: 2023

### Individuale
- MVP Supercoppa di Spagna: 1

Gran Canaria: 2016
- All-Eurocup Second Team: 3

Gran Canaria: 2014-15, 2016-17
Zenit San Pietroburgo: 2017-18
- MVP Supercoppa VTB United League:1

Zenit San Pietroburgo: 2023